# Christina Siggaard
 Der er flere personer med dette navn, se Christina Siggaard (kunstner).
Christina Malling Siggaard Jeppesen (født 24. marts 1994) er en dansk cykelrytter. Hun blev den 23. september 2011 i København nr. 3 ved Junior-VM i linjeløb, hvor hun efter 70 kilometer sprintede sig til en bronzemedalje i Rudersdal. På Geels Bakke kørte hun i spurten frem fra en position som nummer 20 til tredjepladsen på de sidste 150 meter. Briten Lucy Garner vandt guldet foran belgieren Jessy Druyts.

## Meriter
2010
- Bronze JDM, Landevej, Enkeltstart, Hobro
- Sølv DM, Landevej, Linieløb, Elite, Hobro

2011
- Bronze JDM, Landevej, Enkeltstart, Nyborg
- Bronze JVM, Landevej, Linieløb, Rudersdal, København

2014
- Sølv DM i linjeløb
- 5 DM i enkeltstart
- 5 i ungdomskonkurrencen ved Ladies Tour of Norway

2015
- Bronze ved DM i linjeløb
- 4 ved DM i enkeltstart

2016
- 4 samlet Ladies Tour of Norway
  - 2 i Pointkonkurrencen
  - 3 i Ungdomskonkurrencen
  - 6 i 1. etape
  - 4 i 2. etape
  - 3 i 3. etape
- 7 i Grand Prix de Dottignies
- 9 i 1. etape af Energiewacht Tour
- 9 i 4. etape af Energiewacht Tour
- 9 i Ungdomskonkurrencen i Energiewacht Tour
- 5 i 2. etape af Tour de Feminin-O cenu Českého Švýcarska

2017
- 10 i Le Samyn des Dames
- 5 i Pajot Hills Classic
- 5 samlet i Tour of Chongming Island
  - 7 i Pointkonkurrencen
  - 9 i 1. etape
  - 8 i 2. etape
- 7 i 2. etape af Healthy Ageing Tour (TTT)
- Tour of Zhoushan Island
  - 8 i Pointkonkurrencen
  - 7 i 1. etape
  - 3 i 3. etape

2018
- 1 i Omloop Het Nieuwsblad